# Ford Konno
Ford Hiroshi Konno, född 1 januari 1933 i Honolulu i Hawaii, är en amerikansk före detta simmare.
Konno blev olympisk mästare på 1 500 meter frisim vid sommarspelen 1952 i Helsingfors.